# Yoo Byung-ok
Dans ce nom coréen, le nom de famille, Yoo, précède le nom personnel.
Yoo Byung-ok (coréen : 유병옥) (né le 2 mars 1964 en Corée du Sud) est un joueur de football international sud-coréen, qui évoluait au poste de défenseur.

## Biographie

### Carrière en sélection
Avec l'équipe de Corée du Sud, il joue 15 matchs (pour aucun but inscrit) entre 1983 et 1986. Il figure notamment dans le groupe des sélectionnés lors de la coupe du monde de 1986 (sans toutefois jouer de matchs).
Il participe également à la coupe d'Asie des nations de 1984.
Il joue enfin la Coupe du monde des moins de 20 ans 1983 organisée au Mexique, où son équipe se classe 4e de la compétition.